# جانا ليلاس
جانا ليلاس (بالكرواتية: Žana Lelas) مواليد 28 مايو 1970 في كرواتيا، جمهورية يوغوسلافيا الاشتراكية الاتحادية، هي لاعبة كرة سلة كرواتية سابقة. مثلت منتخب بلادها. شاركت في دورة الألعاب الأولمبية الصيفية سنة 1988. لعبت مع نادي شيبينيك لكرة السلة للسيدات في الدوري الكرواتي لكرة السلة للسيدات.

## الميداليات
| الميدالية | المسابقة                       |
| --------- | ------------------------------ |
| فضية      | الألعاب الأولمبية الصيفية 1988 |

## روابط خارجية
- جانا ليلاس على موقع الاتحاد الدولي لكرة السلة (الإنجليزية)
- جانا ليلاس على موقع كرة السلة الأوروبية.كوم (الإنجليزية)
- جانا ليلاس على موقع بروبوليرز (الإنجليزية)
- جانا ليلاس على موقع سبورتس رفرنس (الإنجليزية)
- جانا ليلاس على موقع اللجنة الأولمبية الدولية (الإنجليزية)
- جانا ليلاس على موقع أوليمبيديا (الإنجليزية)